# Torilis gaillardotii
Torilis gaillardotii är en växtart i släktet rödkörvlar och familjen flockblommiga växter. Den beskrevs av Pierre Edmond Boissier och fick sitt nu gällande namn av Carl Georg Oscar Drude.

## Utbredning
Arten förekommer i östra Medelhavsområdet, mellan Libanon och Syrien i norr och Jordanien i söder.